# Trigomphus hainanensis
Trigomphus hainanensis – gatunek ważki z rodziny gadziogłówkowatych (Gomphidae). Występuje na chińskiej wyspie Hajnan; miejsce typowe to Wuzhishan.